# Курбанов, Магомед Гусейнович
Магомед Гусейнович Курбанов (годоб. МахIамади ХIусенлIи ваша Къурбанов; 8 февраля 1993; Зибирхали, Ботлихский район, Дагестан, Россия) — российский борец вольного стиля, неоднократный чемпион и призёр чемпионатов России, чемпион Европы 2021 года, серебряный призёр чемпионата мира 2021 года, двукратный призёр чемпионатов Европы (2024, 2025).

## Биография
По национальности годоберинец. Уроженец Ботлихского района Дагестана. С 2014 года тренируется в хасавюртовской спортшколе им. Шамиля Умаханова под руководством старшего тренера сборной Дагестана Гаджи Рашидова. В начале 2019 года он одержал победы на двух рейтинговых турнирах — мемориал «Иван Ярыгин» в Красноярске и «Дан Колов» в Болгарии. В марте 2019 года в составе сборной России выиграл Кубок мира. На чемпионате Европы 2019 года занял 5 место. На чемпионате России 2019 года стал серебряным призёром. На чемпионате России 2020 года снова занят второе место.На чемпионате России 2021 года завоевал золотую медаль. На чемпионате мира 2021 года, который проходил в Осло, стал серебряным призёром чемпионата мира в весовой категории до 92 кг. В финале уступил иранскому борцу Камрану Гасемпуру. На чемпионате России 2022 года завоевал золотую медаль.23 июня 2023 года в полуфинале чемпионата России в Каспийске победил Сергея Козырева из Чувашии. 24 июня 2023 года в финале уступил Алихану Жабраилову, тем самым завоевал серебряную медаль в весовой категории до 97 кг. 18 февраля 2024 на чемпионате Европы в Бухаресте, в схватке за 3 место тушировав украинца Дениса Сагалюка, стал бронзовым призёром.
В апреле 2025 года на чемпионате Европы в Братиславе в весовой категории до 97 кг завоевал серебряную медаль. В финальной схватке уступил сопернику из Грузии Гиви Мачарашвили.

## Спортивные результаты
- Кубок мира по борьбе 2019 — ;
- Чемпионат Европы по борьбе 2019 — 5;
- Чемпионат России по вольной борьбе 2019 — ;
- Чемпионат России по вольной борьбе 2020 — ;
- Чемпионат России по вольной борьбе 2021 — ;
- Чемпионат Европы по борьбе 2021 — ;
- Чемпионат мира по борьбе 2021 — ;
- Чемпионат России по вольной борьбе 2022 — ;
- Чемпионат России по вольной борьбе 2023 — ;
- Чемпионат Европы по борьбе 2024 — ;
- Чемпионат Европы по борьбе 2025 — ;